# میرپور، کشمیر آزاد
میرپور (به انگلیسی: Mirpur) یک منطقهٔ مسکونی در پاکستان است که در کشمیر آزاد واقع شده‌است. میرپور ۱٬۰۱۰ کیلومتر مربع مساحت و ۱۶۴٬۴۰۰ نفر جمعیت دارد و ۴۵۸ متر بالاتر از سطح دریا واقع شده‌است.

## خواهرخوانده
شهرهای والسال و برادفورد خواهرخوانده‌های میرپور، کشمیر آزاد هستند.